# Острава (Нижньосілезьке воєводство)
Острава (пол. Ostrawa) — село в Польщі, у гміні Вонсош Ґуровського повіту Нижньосілезького воєводства.
Населення — 8 осіб (2011).
У 1975—1998 роках село належало до Лешненського воєводства.

## Демографія
Демографічна структура станом на 31 березня 2011 року:
|          | Загалом | Допрацездатний вік | Працездатний вік | Постпрацездатний вік |
| -------- | ------- | ------------------ | ---------------- | -------------------- |
| Чоловіки | 5       | 1                  | 3                | 1                    |
| Жінки    | 3       | 0                  | 1                | 2                    |
| Разом    | 8       | 1                  | 4                | 3                    |